# Blue Wind/NORIKO Part IV
『Blue Wind/NORIKO Part IV』（ブルー ウィンド ノリコ パート フォー）は、酒井法子の4thアルバム。1989年6月21日発売。

## 収録曲
1. 風のアンダンテ
作詞:森由里子、作曲:浜田金吾、編曲:船山基紀
2. Love Letter
作詞・作曲:尾崎亜美、編曲:佐藤準
  - 10thシングル。
3. 恋のさなか
作詞:来生えつこ、作曲:上田知華、編曲:船山基紀
4. 渚の眠り姫
作詞:森由里子、作曲:南佳孝、編曲:山本健司
5. 想い出に帰りたい
作詞:夏目純、作曲:尾崎亜美、編曲:船山基紀
6. 秘密のガーデン
作詞:麻生圭子、作曲:南佳孝、編曲:船山基紀
7. もうすぐの予感
作詞:来生えつこ、作曲:財津和夫、編曲:山本健司
8. サンクチュアリ
作詞:麻生圭子、作曲:上田知華、編曲:山本健司
9. ナチュラル
作詞:来生えつこ、作曲:浜田金吾、編曲:山本健司
10. Dream Call
作詞:夏目純、作曲:財津和夫、編曲:佐藤準
  - 『Love Letter』カップリング曲。
11. 天使がくれたレインボー
作詞:松井五郎、作曲:川上進一郎、編曲:星勝